# 선저우 17호
선저우 17호(중국어 간체자: 神舟十七号, 한자음: 선주 17호)는 2024년 10월 26일 발사된 중국의 우주 비행선으로 12번째 중국 유인 우주선이자 17번째 선저우 계획 비행선이다.

## 과정
현지시간 2023년 10월 26일 오전 11시 13분 중서부 간쑤성의 주취안 위성발사센터에서 선저우 17호를 발사체 '창정 2F 야오'에 실어 발사하였다. 이어 오후 5시 46분 선저우 17호는 우주정거장 핵심 모듈의 포트에 성공적으로 도킹하였다.

## 비행사
선저우 17호에는 탕훙보, 탕성제, 장신린 비행사가 탑승하였다.
- 탕훙보(중국어 간체자: 汤洪波, 한자음: 탕홍보): 사령관, 당시 47세, 중국군 육군 대교, 선저우 12호 탑승 이력
- 탕성제(중국어 간체자: 唐胜杰, 한자음: 당승걸): 첫 비행
- 장신린(중국어 간체자: 江新林, 한자음: 강신림): 첫 비행

## 임무
임무는 우주정거장에 있는 선저우 16호의 승무원들과 함께 궤도 내 회전을 완료하는 것이었다. 또한 6개월 동안 체류하는 동안 우주 과학 실험, 우주정거장 유지·보수 등을 수행하는 것이었다.
비행사들은 중국시간 2024년 3월 2일 오후 1시 32분을 끝으로 할당된 모든 작업을 성공적으로 완료하였다. 우주에서의 소립자 충돌 문제는 톈궁의 핵심 모듈 '톈허'의 태양광 날개에 대한 유지·보수 작업을 완료함으로써 해결하였다. 또 우주 공간에서 토마토 등의 채소 등을 재배하는 모습을 지구로 영상 형태로 전송하기도 하였다.